# Sycodorus
Sycodorus is een geslacht van sponsdieren uit de klasse van de Calcarea (kalksponzen).

## Soort
- Sycodorus hystrix Haeckel, 1870